# Vandrande stjärna
Vandrande stjärna (Étoile errante) är en roman av den franske författaren Jean-Marie Gustave Le Clézio utgiven 1992.

## Handling
Handlingen tar sin början 1943 när den judiska flickan Esther tillsammans med sin mor flyr från sin sydfranska hemby för att undkomma de tyska nazisterna. Efter kriget gör de en ny resa till Brittiska Palestinamandatet som kort därpå utropas till staten Israel. På vägen till Jerusalem träffar Esther den palestinska flickan Najma. De möts bara ett kort ögonblick, men deras öden förenas i kriget, våldet och landsflykten.

## Svenska utgåvor
- Vandrande stjärna, Norstedts 1995 ISBN 91-1-951272-4
- Vandrande stjärna, Norstedts 2008 ISBN 978-91-1-302176-8